# På vej til paradis
|  | Denne artikel er oprettet af botten PalnaBot ud fra en ekstern database. Den kan derfor have sproglige fejl eller mangler. Denne skabelon kan fjernes efter kontrol af indholdet. |

På vej til Paradis er en dokumentarfilm instrueret af Helminen efter manuskript af Helminen.

## Handling
Inge og Holger Thomasen har været gift i en menneskealder. Sammen har de rejst i hele verden og fået tre børn i tre verdensdele. Nu lever de i deres egen 'jungle' i Allerød i Nordsjælland, hvor de dyrker orkideer, kaffe og appelsiner, som de har bragt med hjem fra deres mange rejser. Men tiden nærmer sig, hvor de er nødt til at flytte. »På vej til Paradis« er en fortælling om at blive gammel med værdighed og visdom, om at holde sammen, om at samle ting, indtryk og erfaringer gennem et helt liv og om at videregive det, man har samlet. Filmen vandt prisen som Bedste Danske Dokumentar ved Odense Film Festival i 2007.